# Ctenicera virens
Ctenicera virens là một loài bọ cánh cứng trong họ Elateridae. Loài này được Schrank miêu tả khoa học năm 1781.